# Subliminal Genocide
Subliminal Genocide — пятый студийный альбом американской блэк-метал-группы Xasthur, выпущенный 12 сентября 2006 года на лейбле Hydra Head Records.

## Отзывы критиков
Кори Гроу из Decibel пишет, что Subliminal Genocide является «самым эмоционально переполняющим альбомом Xasthur на сегодняшний день». По словам рецензента Metal Injection, альбом «утомительный и разрозненный».

## Список композиций
| №                   | Название                             | Длительность |
| ------------------- | ------------------------------------ | ------------ |
| 1.                  | «Disharmonic Convergence»            | 1:50         |
| 2.                  | «The Prison of Mirrors»              | 12:42        |
| 3.                  | «Beauty is only Razor Deep»          | 7:00         |
| 4.                  | «Trauma will Always Linger»          | 8:29         |
| 5.                  | «Pyramid of Skulls»                  | 2:36         |
| 6.                  | «Arcane and Misanthropic Projection» | 9:40         |
| 7.                  | «Victim of Your Dreams»              | 6:12         |
| 8.                  | «Through a Trance of Despondency»    | 3:30         |
| 9.                  | «Loss and Inner Distortion»          | 4:04         |
| 10.                 | «Subliminal Genocide»                | 8:49         |
| 11.                 | «Malice Hidden in Surrealism»        | 6:37         |
| 12.                 | «Frozen» (Lycia cover)               |              |
| Общая длительность: | Общая длительность:                  | 70:24        |

## Участники записи
- Скотт «Malefic» Коннер — вокал, все инструменты